# Эрнест Хемингуэй (фотография Карша)

Юсуф Карш. Эрнест Хемингуэй, 1957 год

«Эрнест Хемингуэй» — фотография американского писателя Эрнеста Хемингуэя, сделанная канадским мастером портрета Юсуфом Каршем в 1957 году на Кубе. Съёмка происходила в частном поместье писателя «Финка Вихия» (ныне дом-музей Эрнеста Хемингуэя), расположенного в пригородном районе Гаваны. На портрете писатель представлен в свитере ручной вязки с глухим воротом и со своей знаменитой седой короткой бородой. Фотография является одним из самых узнаваемых изображений Хемингуэя и наиболее известных работ Карша. Особенно она была популярна в 1960-е годы в СССР, где часто украшала квартиры поклонников американского прозаика, являлась образцом стиля и примером для подражания.

## История

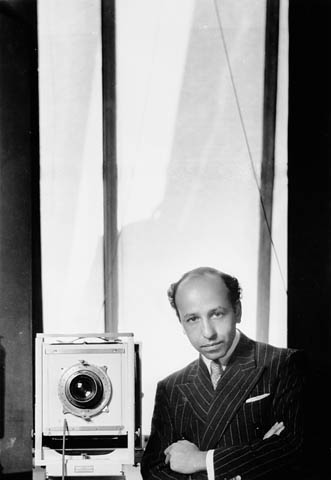
Юсуф Карш, 1938 год

Канадский фотограф Юсуф Карш приехал на Кубу весной 1957 года, где сделал ряд портретов Эрнеста Хемингуэя. Съёмка происходила в частном поместье писателя «Финка Вихия» (исп. Finca Vigía) (ныне дом-музей Эрнеста Хемингуэя), расположенного в пригородном районе Гаваны Сан-Франциско-де-Паула (исп. San Francisco de Paula). Карш вспоминал, что перед ним стояла сложная задача отобразить сложный характер такого крупного писателя, в котором он до знакомства с ним предполагал увидеть героев его книг. Однако тот произвёл на него совсем не то впечатление, которое он ожидал увидеть, так как хозяину дома была присуща «вежливость, граничащая с застенчивостью». По наблюдению фотографа это был: «Человек, изрядно потрёпанный жизнью, но казавшийся непобедимым». Чтобы по своему обыкновению лучше понять характер своей модели, Карш накануне вечером пошёл в La Floridita, любимый бар писателя. Когда в девять утра тот позвонил ему, чтобы узнать, что из напитков он будет пить, то фотограф ответил, что дайкири, к которому как известно писатель был неравнодушен. В ответ на это он неожиданно услышал ответ: «Боже мой, Карш, — возразил Хемингуэй, — в это время дня!»
Для ставшего знаменитым фотопортрета Карш выбрал из гардероба писателя свитер ручной вязки с глухим воротом, который был предложен его четвёртой женой Мэри Уэлш. Она подарила свитер мужу на его день рождения, свитер был очень дорогим, от модного дома Christian Dior. Позже Карш вспоминал, что тогда он сделал много снимков, на которых у писателя «была чудесная улыбка — живая, любезная, полная понимания». Однако из этого множества отобрал именно тот, где модель была запечатлена без улыбки — «истинный портрет, лицо гиганта, безжалостно битого жизнью, но неукротимого». Фотограф также упоминал, что в то время Хемингуэй страдал от последствий авиакатастрофы, которая произошла с ним во время его последнего сафари в Африке. По поводу последующих трагических событий фотограф заметил:
В свете самоубийства Хемингуэя, когда мне говорят, что сделанный мною портрет был провидческим, я должен заметить, что наша беседа, сопровождавшаяся хорошим кьянти, была вполне жизнерадостной. Хотя Хемингуэй, безусловно, страдал от болей после катастрофы в Африке, его психологическое состояние тем утром было позитивное, доброе, и он был полностью поглощён нашей совместной работой.
Эта фотография стала одной из самых известных среди работ Карша и очень узнаваемым образом писателя. Особенно она была популярна в 1960-е годы в СССР, где часто украшала квартиры многочисленных поклонников американского прозаика. В стихотворении Александра Кушнера «Прощай, любовь!..» (1973), где идёт речь о том, что в 1970-е годы на смену Хемингуэю пришли другие авторы, в частности, Владимир Набоков, указывалось:
Он в свитерке, 

Он в свитерке по всем квартирам 

Висел, с подтекстом в кулаке. 

Теперь уже другим кумиром 

Сменён, с Лолитой в драмкружке.
Российский журналист Евгения Коробкова описывала этот портрет следующим образом: «Сквозь стекло книжного шкафа на меня смотрит очень смуглый человек с белой бородой, в свитере грубой вязки»). Она отмечала, что во времена СССР кроме работы Карша был популярен ещё другой снимок, на котором писатель был изображён на рыбалке в трусах. По её мнению, наличие портретов Хемингуэя свидетельствовало об интеллигентности семьи. По словам писателя Дмитрия Быкова, фото Хемингуэя выставлялось в советских домах в качестве своеобразных «нескомпрометированных ценностей»: «Этот писатель поучаствовал во всех самых грязных катаклизмах своего века и отовсюду вышел чист, да ещё и с первоклассными текстами». Этой фотографии и образу Хемингуэя многие пытались подражать, изображали в различных видах, копировали его стиль в одежде (свитер, борода и т. д.) В 2013 году фотограф Генри Харгривз (англ. Henry Hargreaves) сделал серию «псевдо-Хемингуэев» — «Становясь Хемингуэем».